# Jessica Jaymes
Jessica Jaymes, született Jessica Redding (Anchorage, Alaszka, 1979. március 8. – San Fernando, Kalifornia, 2019. szeptember 17.) amerikai pornószínésznő.
Jessica Jaymes az alaszkai Anchorageben született. Édesanyja cseh, francia származású, édesapja rendőr. Jaymes Arizonába költözött 10 éves korában. Az Új-Mexikó Katonai Intézetben tanult az új-Mexikói Roswell városban. Majd a Rio Salado Főiskolán tanult. Ezután dolgozni kezdett, iskolai tanár lett, negyedikesektől hatodikosokig tanított. A pornóiparba 2002 nyarán igazolt. James barátjának neve és saját nevének kombinációjából született álneve. Hustler magazinban szerződéses munkát vállalt, ő kapta azután az év 'Hustler Honey' címet, amit go-go táncosok kaphatnak. Jessica Jaymes a Penthouse kedvence díját nyerte el 2008 augusztusában. AVN-díjra jelölték legjobb szex jelentben nyújtott alakításáért 2006-ban, a legjobb három oldalú szex jelenetért 2010-ben.

## Válogatott filmográfia
- 2012: A Big Tit Christmas 3 (video)
- 2012: American Cocksucking Sluts 2: POV+ (video)
- 2012: Big Sexy Titties (video)
- 2011: Office Perverts 8 (video)
- 2011: Titlicious 3 (video)
- 2011: Big Breast Nurses 5 (video)
- 2011: Bloodstruck
- 2011: Guilty Pleasures 3 (video)
- 2011: Killer Bodies (video)
- 2011: Pornstars Like It Big 11 (video)
- 2010: The A-Team XXX: A Parody (video)(uncredited)
- 2010: Girls Can’t Think Straight #2 (video)
- 2010: The Twilight Zone: Porn Parody (video)
- 2010: CSI: Miami: A XXX Parody (video)